# Zetten (Kartenspiel)
Zetten (niederl. für bewegen) ist ein Kartenspiel, das mit vier Personen gespielt wird. Das Spiel wird manchmal auch als Pressen bezeichnet. Das Spiel ist vor allem im flämischen Kempenland beliebt. Dort werden regelmäßig Zettenwettbewerbe von Verbänden aller Art veranstaltet.
Das Spiel ist eine Variante des beliebten amerikanischen Kartenspiels Euchre.

## Die Karten und ihre Werte
Grundsätzlich folgen die Karten in den Fehlfarben der Reihenfolge Ass, König, Dame, Bube, Zehn, Neun, Acht und Sieben. Somit 32 Karten.
Lediglich in der Trumpffarbe ist der Bube noch über dem Ass angeordnet, ein Prinzip, das schon aus Jass, Belote und Klabberjass bekannt ist.
Zudem ist aber auch der andere gleichfarbige Bube (rot: Herz und Karo, schwarz: Kreuz und Pik) der zweithöchste Trumpf in der Trumpffarbe. Er wird Underjok genannt.
Die Karten selbst haben keine Werte bei der Abrechnung, es werden lediglich die Stiche gezählt.

## Spielweise
Die 32 Karten werden auf die vier Spieler verteilt, sodass jeder von ihnen acht hat. Bemerkenswert an dem Spiel ist, dass sie in Duos spielen. In vielen Fällen werden quadratische Tische mit einem Spieler auf jeder Seite bereitgestellt. Die Spieler, die sich gegenübersitzen, bilden ein Team, kennen aber nicht die Karten ihres Partners. Unmittelbar nachdem die Karten ausgeteilt wurden, sagt jeder, wie viele „Stiche“ sein Team seiner Meinung nach bekommen kann, maximal 8. Der Spieler mit der höchsten Anzahl von zu gewinnenden Stichen entscheidet dann, welche Kartenfarbe Trumpf ist.
Dann beginnt das effektive Spiel: Der Spieler links vom Geber wirft die erste Karte auf den Tisch. Nachdem jeder Spieler eine Karte geworfen hat, schauen sie, wer die höchste Karte geworfen hat. Dabei besteht Farbzwang.
Wenn alle Karten geworfen wurden, wird überprüft, ob das ansagende Team seine vorhergesagte Anzahl an Stichen gewonnen hat. Sind es weniger Stiche als angekündigt, wird die Differenz von den Punkten des Teams abgezogen. Wenn die angesagte Anzahl erreicht oder überstiegen wird, wird die ‚genannte‘ Zahl zur Gesamtpunktzahl addiert. Das erste Team, das 42 Punkte erreicht, gewinnt die ganze Partie.